# Криловка (Євпаторійський район)
Крило́вка (до 1948 року — Ойбу́р; крим. Oybur) — село Євпаторійського району Автономної Республіки Крим.
Відстань від райцентру до населеного пункта становить 25 кілометрів по прямій.
У 2023 році у проєкті Постанови Верховної Ради України «Про перейменування деяких населених пунктів Автономної Республіки Крим» село запропоновано перейменувати на Ойбур.